# Volta-Stausee
Der Volta-Stausee wird vom Akosombo-Staudamm bei der Kleinstadt Akosombo im südöstlichen Ghana (Westafrika) aufgestaut. Er ist mit seiner Fläche von 8502 km² der größte Stausee der Erde, der vollständig von Menschen geschaffen wurde. Der Staudamm wurde ungefähr 100 km nordöstlich der Hauptstadt Accra errichtet. Neben einigen anderen Zuflüssen staut er insbesondere den Volta mit seinen drei Quellflüssen (Schwarzer, Weißer und Roter Volta) auf.

## Geographie

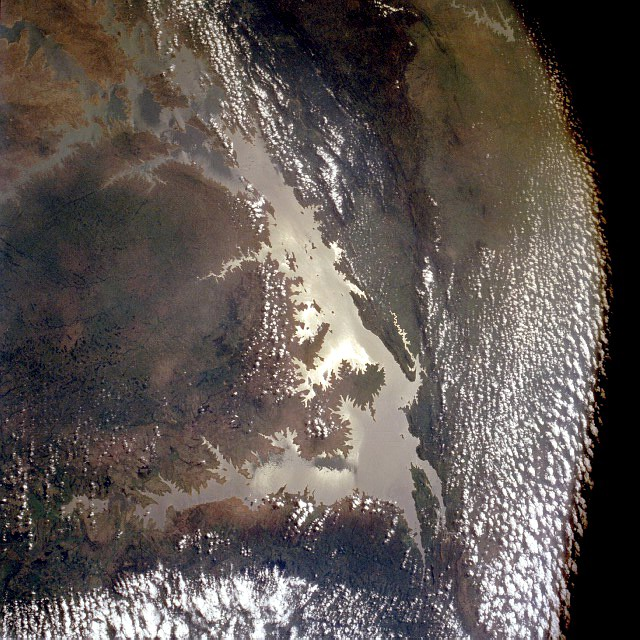
Satellitenaufnahme des Volta-Stausees, April 1993

Der Volta-Stausee liegt im Südosten Ghanas und erstreckt sich – aufgrund seiner langgestreckten, unregelmäßig geformten Arme – bis über die Mitte des Landes hinaus und bedeckt so etwa ein Zehntel des Volta-Beckens. Er ist etwa so groß wie das sich über drei Staaten erstreckende Wattenmeer der Nordsee. Der Akosombo-Staudamm liegt etwa sechzig Kilometer von der Küste entfernt und wurde im Tal des Volta errichtet, an der Stelle, wo der Fluss die Bergkette Akwapim-Togo-Kette durchtrennt.
Infolge der Ausdehnung des Stausees münden der Weiße Volta und der Schwarze Volta, der Afram, Daka, Pru und Oti direkt in den See, somit werden auch sie aufgestaut. In den weißen Volta münden vor seinem Eintritt in den See der Rote Volta, der Nasia und der Kulpawn. An seinem Ostufer liegt der Mount Afadjato. Unmittelbar westlich – vom See dreiseitig umschlungen – liegt der Digya-Nationalpark. Im See befinden sich zahlreiche Inseln und Halbinseln unterschiedlicher Größe.

## Staudamm
Der Staudamm, dessen Bauwerksvolumen 7.991.000 m³ beträgt, wurde von 1961 bis 1966 als Hauptteil des „Volta River Project“ gebaut, zu dem außerdem der Kpong-Staudamm gehört. Der 660 m lange (andere Angaben verweisen auf 671 m Kronenlänge) und 114 m hohe Felsschüttdamm, der bis zur Gründungssohle sogar 134 m hoch ist, dient nicht nur der Stromerzeugung aus Wasserkraft, sondern auch dem Hochwasserschutz.

## Wasserkraftwerk

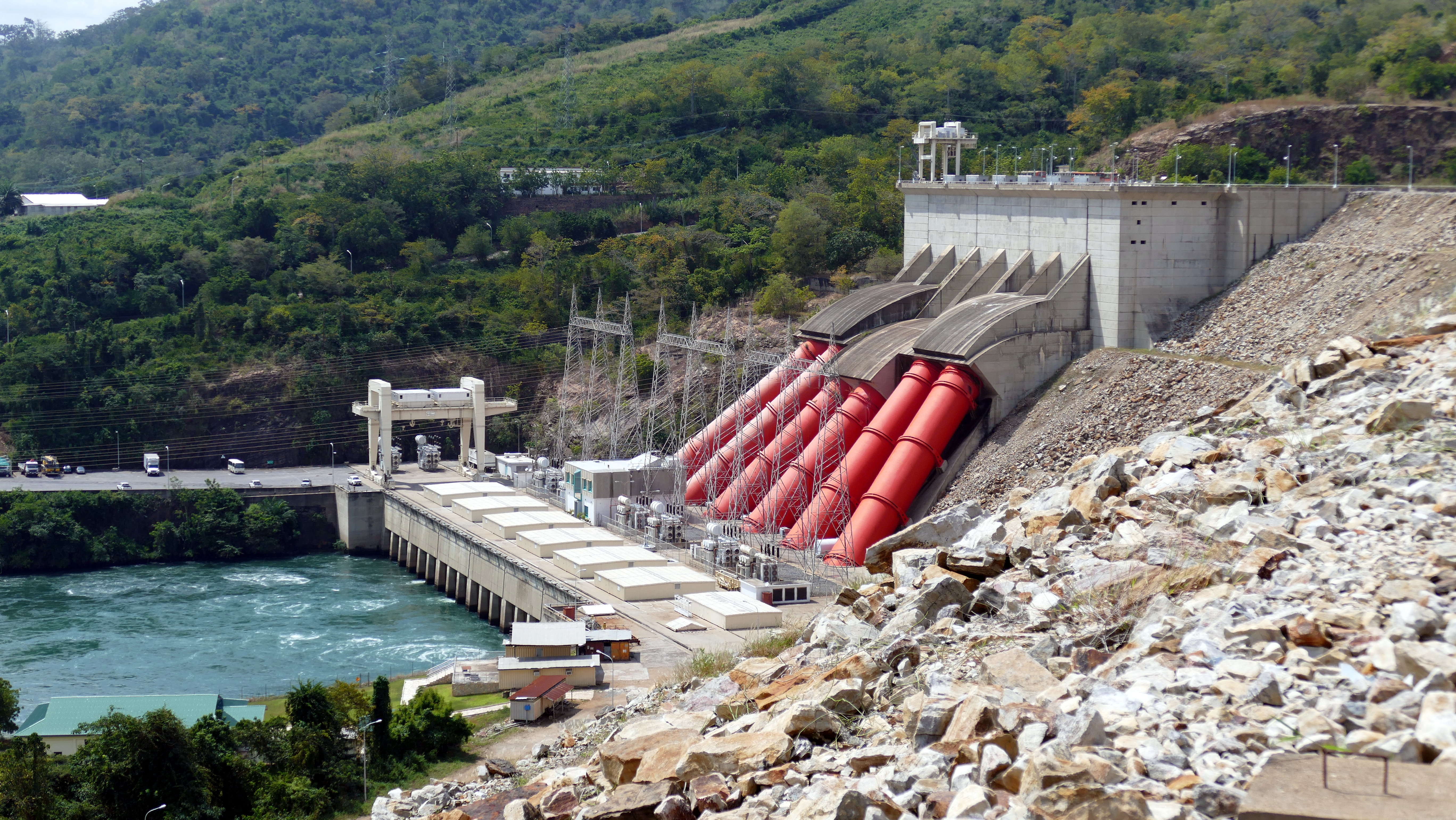
Fallrohre und Turbinenhaus des Akosombo-Wasserkraftwerkes

Das Wasserkraftwerk hat sechs Turbinen, wovon vier mit zusammen 588 MW im Jahr 1965 und die restlichen zwei mit 324 MW erst 1972 eingebaut wurden. Zusammen leisten sie 912 MW (einschließlich 15 % Reservekapazität). Während der produzierte Strom früher hauptsächlich zur Aluminiumverhüttung verwendet wurde, ist der allgemeine Strombedarf Ghanas inzwischen so weit gestiegen, dass weitere Kraftwerke gebaut werden mussten. Nicht nur um den Bedarf des Landes zu decken – der Strom wird auch in die umliegenden afrikanischen Länder exportiert. Dies garantierten Verträge aus der Anfangszeit des Projektes.

## Stausee
Sein Stauvolumen hat eine mögliche Kapazität von rund 153 Milliarden m³, das entspricht 153 km³. Er ist damit bezogen auf das Stauvolumen der fünftgrößte Stausee der Erde. Seine mittlere Tiefe liegt zwischen 18 und 19 m.
Der Volta-Stausee entstand ab 1961, als mit dem Bau des Akosombo-Staudamms begonnen wurde. Damit die Wassermassen das Land überfluten konnten, mussten 78.000 Menschen in andere und neu errichtete Orte umgesiedelt werden. Vom Staudamm im südöstlichen Ghana bis zur Stadt Yapei in Nordghana erstreckt er sich über 520 km. Das Staudammprojekt ist das größte und teuerste, das je in Ghana realisiert wurde. Die Kosten beliefen sich auf geschätzte 900 Millionen Euro.

## Bedeutung für den regionalen Verkehr

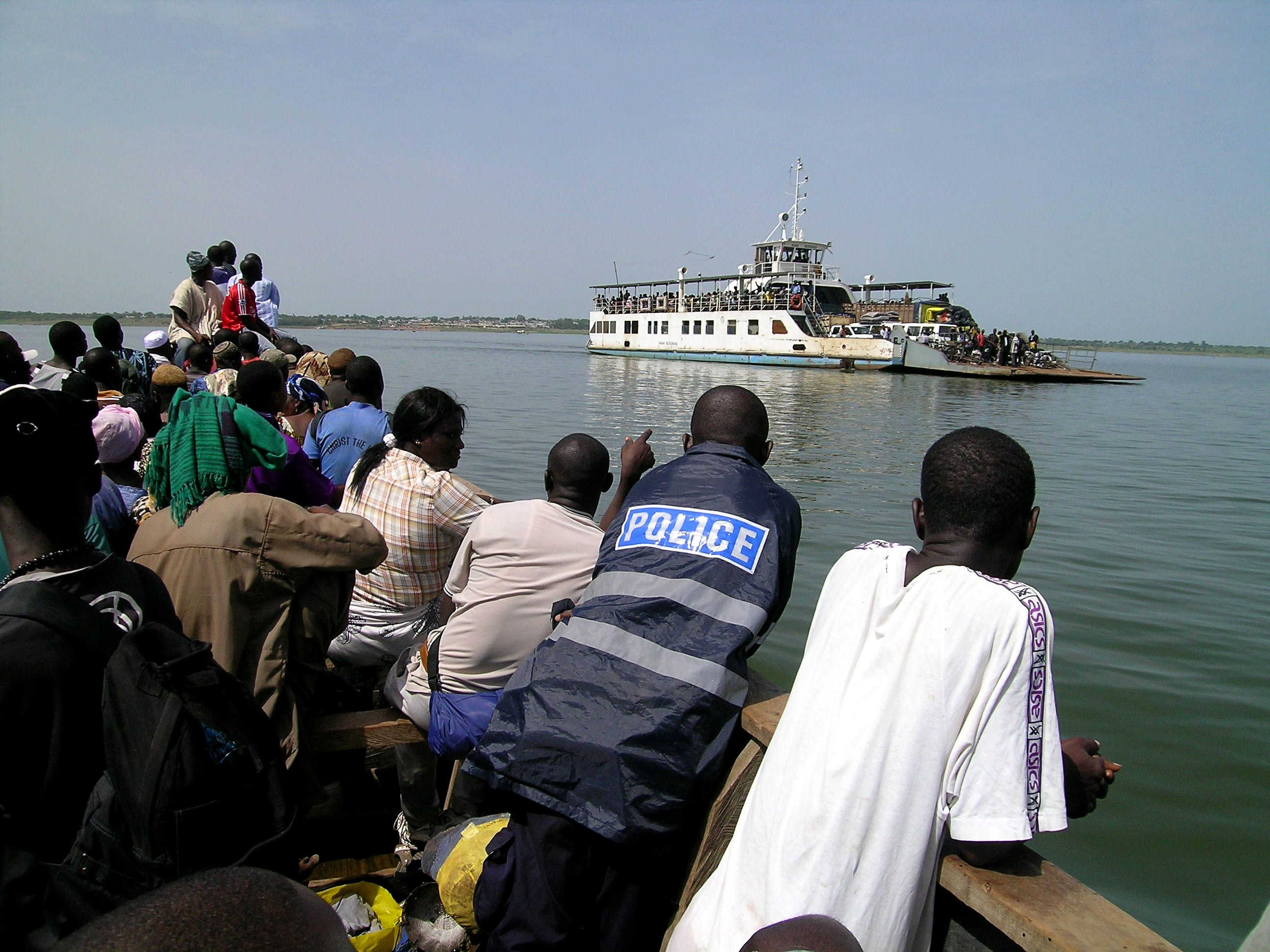
Fährverbindungen über den Volta-Stausee

Der Volta-Stausee erhielt seit seiner Errichtung eine erhebliche Bedeutung als Verkehrs- und Handelsweg. Es werden Fährverbindungen betrieben, die häufig mehrmals täglich Personen und leichte Waren befördern. Fährverbindungen bestehen zwischen folgenden Ortschaften: Adawso – Ekyiamenfurom, Kete Krachi – Kwadwokrum, Yeji – Makango und Dambai – zum Nordufer des Oti. Von Akosombo wird eine regelmäßige Schifffahrt nach Dodi Island durchgeführt. Als weitere Folge verlor jedoch die Straßenverbindung von Kumasi nach Tamale über Yeji an Bedeutung (um nicht auf die dortige Fähre angewiesen zu sein), und der Hauptverkehr verlagerte sich auf die Strecke über Techiman und Buipe.